# The Apprentice. La història de Trump
The Apprentice. La història de Trump és una pel·lícula biogràfica independent de 2024 que examina la carrera de Donald Trump com a empresari immobiliari novaiorquès a la dècada del 1970 i 1980, inclosa la seva relació amb l'advocat Roy Cohn. Dirigida per Ali Abbasi, escrita per Gabriel Sherman i codistribuïda per Rich Sprit de James Shani en col·laboració amb Briarcliff Entertainment, la pel·lícula és protagonitzada per Sebastian Stan com a Trump, Jeremy Strong com a Cohn, Martin Donovan com el pare de Trump, Fred, i Maria Bakalova com la primera esposa de Trump, Ivana. S'ha subtitulat al català.
Es tracta d'una coproducció internacional entre el Canadà, Dinamarca, Irlanda i els Estats Units. Es va anunciar el maig de 2018, però va llanguir fins que Abbasi, Stan i Strong s'hi van unir el 2023. Després d'estrenar-se al 77è Festival de Canes el 20 de maig de 2024, i tot i impressionar la crítica, provocar una ovació de vuit minuts a Canes, i una "atenció febril dels mitjans", la pel·lícula va lluitar per trobar distribució estatunidenca a causa de la seva temàtica i un intent de l'equip legal de Trump de bloquejar-ne l'estrena. Briarcliff Entertainment finalment va comprar-ne els drets i el va estrenar a les sales l'11 d'octubre de 2024. La pel·lícula va recaptar 17 milions de dòlars amb un pressupost de 16 milions de dòlars.
La pel·lícula va rebre elogis de la crítica per la seva interpretació, direcció i edició; Trump, per la seva banda, ho va descriure com una "feina de difamatòria i políticament repugnant" destinada a perjudicar la seva campanya presidencial del 2024. Per les seves interpretacions, Stan i Strong van rebre nominacions als Premis Oscar, als Globus d'Or i als BAFTA al millor actor i actor secundari, respectivament, i Strong també va guanyar una nominació als premis del Sindicat d'Actors de Cinema.